# Attestation de capacité (fluide)
L'attestation de capacité pour la manipulation des fluides frigorigènes est une autorisation, donnée par un organisme agréé, à une entreprise pour pouvoir acheter du fluide frigorigène pour ses installations, celles de ses clients ou pour les matériels qui seront vendus (réfrigérateur, pompe à chaleur, chambre froide…).
L'attestation est valables cinq ans. Un contrôle par l'organisme certificateur peut être effectué pour s'assurer que les obligations attachées à cette attestation sont bien suivies :
- fiche d'intervention pour toutes les manipulations de fluide ;
- bilan annuel des entrées, sorties et stock ;
- détention des matériels obligatoires ;
- présence des personnes détenant l’attestation d'aptitude à la manipulation des fluides frigorigènes.

En France, depuis le 4 juillet 2009, l'attestation de capacité est obligatoire pour acheter des fluides frigorigènes. Il est à noter que chaque établissement d'une entreprise doit posséder une attestation de capacité.